# Jorge Iván Castaño Rubio
Jorge Iván Castaño Rubio CMF (ur. 25 listopada 1935 w Montebello, zm. 2 maja 2025 w Medellín) – kolumbijski duchowny katolicki, biskup pomocniczy Medellín w latach 2001–2010.

## Życiorys
Studiował filozofię i teologię w seminariach klaretyńskich w Boza, Zipaquirá i Manizales. Ponadto uzyskał doktorat z teologii na Papieskim Uniwersytecie św. Tomasza z Akwinu w Rzymie.
W 1957 złożył profesję zakonną w Zgromadzeniu Misjonarzy Klaretynów, zaś święcenia kapłańskie przyjął 27 sierpnia 1961. Był profesorem teologii dogmatycznej w Salamance oraz w instytutach klaretyńskich w Kolumbii. W latach 1977–1982 pełnił urząd przełożonego klaretyńskiej prowincji Medellín.

### Episkopat
6 czerwca 1983 został mianowany przez papieża Jana Pawła II wikariuszem apostolskim Quibdó ze stolicą tytularną Edistiana. Sakry biskupiej udzielił mu dwa miesiące później ówczesny nuncjusz apostolski w Kolumbii, abp Angelo Acerbi. 30 kwietnia 1990 papież podniósł wikariat apostolski Quibdó do rangi diecezji, w związku z czym bp Castaño Rubio został jej pierwszym ordynariuszem.
16 lutego 2001 Jan Paweł II przyjął jego rezygnację z funkcji biskupa Quibdó i mianował go biskupem pomocniczym archidiecezji Medellín, przydzielając mu stolicę tytularną Stagnum.
25 listopada 2010 przeszedł na emeryturę.